# Emblème de l'Angola
 (décembre 2024).

L'emblème de l'Angola reflète le passé récent du nouveau pays. Adopté sous le régime de la république populaire d'Angola, il a conservé ses symboles marxistes, plus marqués que ceux que l'on trouve sur le drapeau national.
Au centre de l'emblème, on peut voir une machette et une bêche, qui représentent la révolution à travers laquelle le pays obtint son indépendance, et l'importance des travailleurs agricoles. 
Au-dessus, on distingue une étoile qui est souvent utilisée dans de nombreuses images socialistes; elle représente également le progrès. Le soleil levant est un symbole traditionnel d'un nouveau départ. Tous ces emblèmes sont inclus dans un cercle formé par la roue dentée d'un engrenage représentant les travailleurs industriels, et un épi de maïs et une branche de coton qui symbolisent l'importance de ces cultures dans l'économie du pays.
Dans la partie inférieure, un livre ouvert représente l'éducation. Sous celui-ci, on peut lire la dénomination officielle du pays, en portugais : República de Angola (république d'Angola).

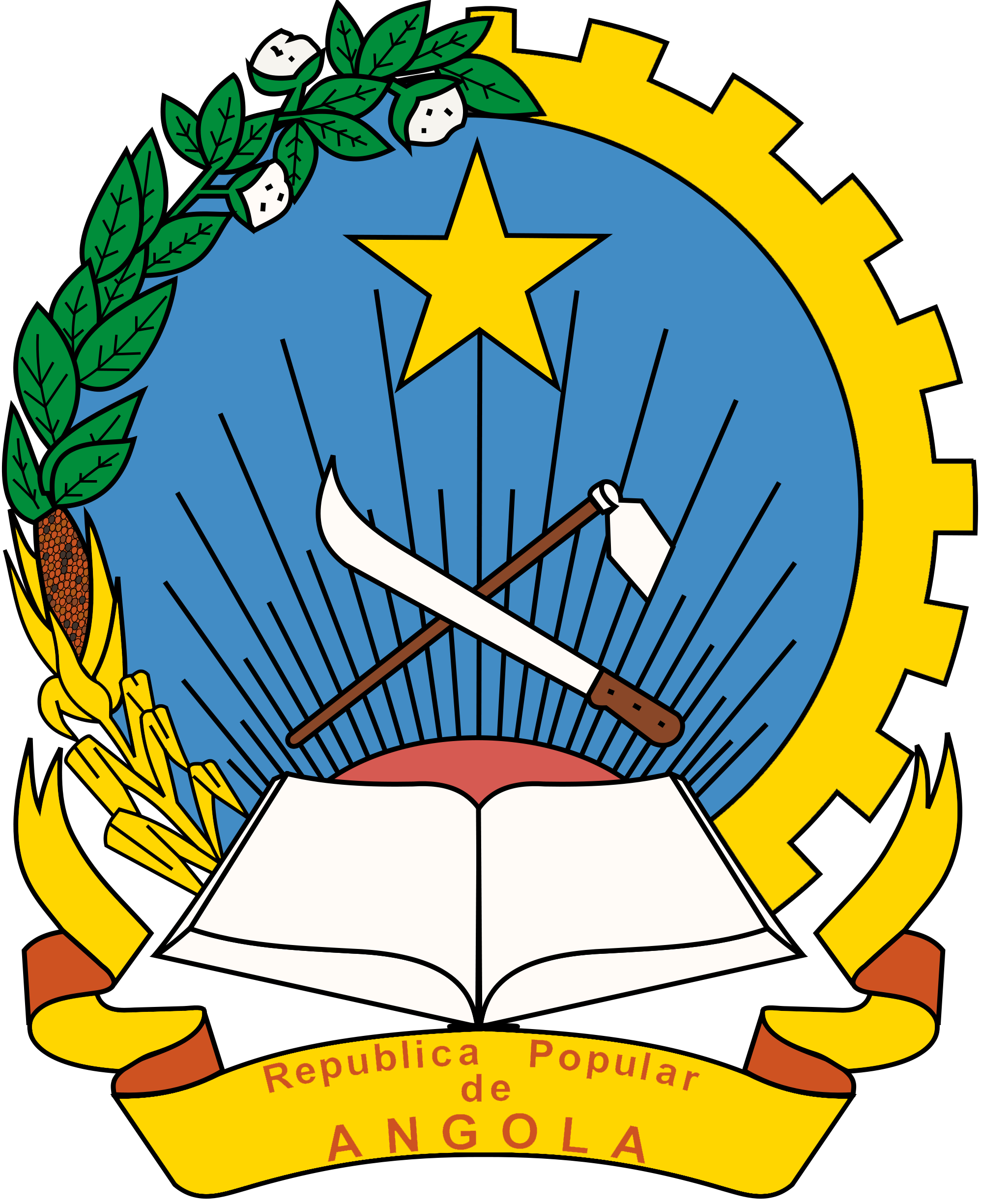
Emblème de la République populaire d'Angola (1975-1992)